# Diego Souza (Fußballspieler, 1984)
Diego de Souza Gama Silva (* 22. März 1984 in São Paulo), auch bekannt als Diego Souza, ist ein ehemaliger brasilianischer Fußballspieler.

## Karriere
Diego begann seine Profilaufbahn 2002 beim brasilianischen Erstligisten SE Palmeiras. 2006 wechselte er zum japanischen Zweitligisten Kashiwa Reysol. 2006 wurde er mit dem Verein Vizemeister der zweiten Liga. 2007 wechselte er zum Ligakonkurrenten Tokyo Verdy. 2007 wurde er mit dem Verein Vizemeister der zweiten Liga und stieg in die erste Liga auf. 2009 wechselte er zum Ligakonkurrenten Kyōto Sanga. Für Kyōto bestritt er insgesamt 66 Erstligaspiele und schoss dabei 15 Tore. Am Ende der Saison 2010 stieg der Verein in die zweiten Liga ab. Im August 2011 wechselte er zum Erstligisten Vegalta Sendai. 2012 kehrte er nach Brasilien zurück. Danach spielte er bei Portuguesa, Lobos de la BUAP (Mexiko) und América FC. 2014 wechselte er zum japanischen Montedio Yamagata. 2014 erreichte er das Finale des Kaiserpokals. Für Yamagata bestritt er insgesamt 114 Ligaspiele und schoss dabei 32 Tore. 

## Erfolge
Palmeiras
- Série B: 2003